# شبحيات حقيقية
الشبحيات الحقيقية (الاسم العلمي: Verophasmatodea) هي رتيبة من الحشرات تتبع رتبة الشبحيات من طائفة الحشرات.

## التصنيف
- دون رتبة الهالاتيات
  - فوق فصيلة الوارقينات
    - فصيلة الوارقات
      - تحت فصيلة الوارقاوات
        - قبيلة الوارقاوية
          - الوارقة
- دون رتبة اللاهالاتيات
  - فصيلة الشبحات
    - تحت فصيلة الشبحاوات
      - قبيلة الشبحاوية
        - الشبحة